# Критерий на Пекле
Критерият на Пекле Pe, наречен на френският учен Jean Claude Eugène Péclet, е безразмерна величина, един от т. нар. критерии на подобието. Той се дефинира със следната формула:
{\displaystyle Pe={\frac {L\cdot v}{a}}={\frac {L\cdot v\cdot \rho \cdot c_{p}}{\lambda }}={Re\cdot Pr}}
- {\displaystyle L} – характеристичен размер (диаметър, дължина и др.),m
- {\displaystyle v} – скорост на потока, m/s
- {\displaystyle a} – коефициент на температуропроводност, m2/s
- {\displaystyle \rho } – плътност, kg/m3
- {\displaystyle c_{p}} – специфичен топлинен капацитет, J/(kg K)
- {\displaystyle \lambda } – коефициент на топлопроводност, W/(m K)

От формулата се вижда, че критерият на Пекле може да се представи като произведение на критерия на Рейнолдс и критерия на Прантъл. Дефиниран с горното уравнение, Pe се използва при описанието на процеси свързани с топлопредаването. Той може да се представи като отношение на конвективния пренос на топлина към преноса чрез топлопроводност.
Критерият на Пекле се прилага и в масообмена, в такъв случай коефициентът на температуропроводност a се замества с коефициента на дифузия D. Нагледно, в масообмена, Pe може да се разглежда като отношение на конвективния масообмен (т.е насоченото движение на частиците на флуида (със скорост v)) към дифузивния масообмен (т.е. хаотичното движение на молекулите във всички посоки, напр. брауново движение).
- Pe << 1: Масопренасяне предимно чрез дифузия, флуидът е неподвижен
- Pe = 1: Скоростите на пренос на маса чрез дифузия и конвекция са сравними
- Pe >> 1: Масопренасяне предимно чрез конвекция

Той е от значение напр. при реактора с идеално изместване (т. нар. надлъжно смесване на потоците). 